# 阿拉比 (喬治亞州)
阿拉比（英語：Arabi）是一個位於美國喬治亞州克里斯普縣的城鎮。

## 地理
阿拉比的座標為31°50′01″N 83°44′06″W / 31.83361°N 83.73500°W，而該地的平均海拔高度為134米（即440英尺）。

## 人口
根據2010年美國人口普查的數據，阿拉比的面積為16.60平方千米，當中陸地面積為16.30平方千米，而水域面積為0.30平方千米。當地共有人口586人，而人口密度為每平方千米35人。